# Jørgen Løvland

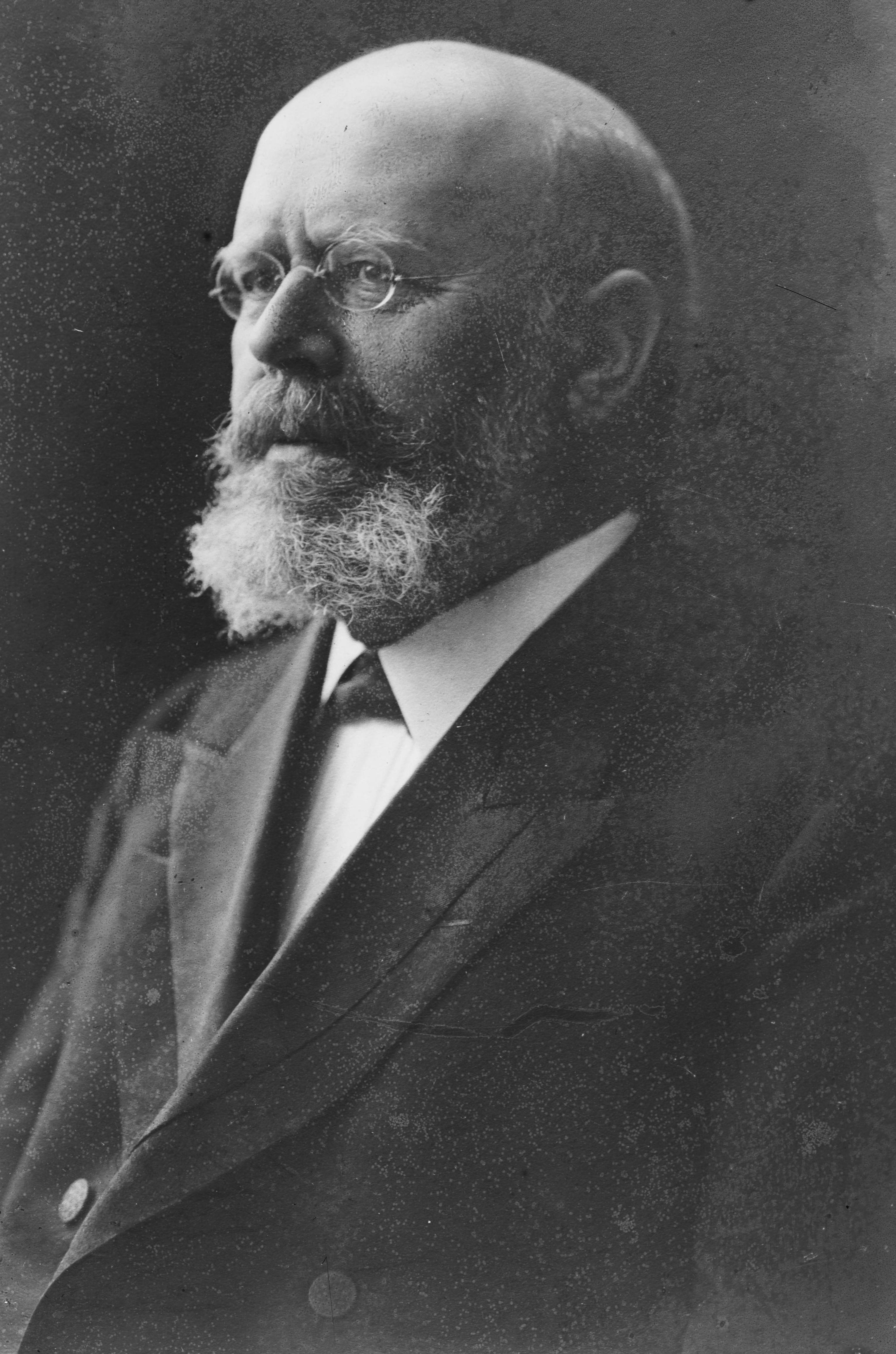
Jørgen Løvland

Jørgen Gunnarson Løvland (* 3. Februar 1848 in Evje; † 21. August 1922 in Christiania) war ein norwegischer liberaler Politiker der Venstre.
Løvland stammte aus einer Bauernfamilie. Sowohl Vorfahren mütterlicherseits wie väterlicherseits waren im Parlament vertreten. Seine Ausbildung als Lehrer beendete 1865 er in Holt. Fast 20 Jahre arbeitete er im Schuldienst, zunächst als Lehrer in der Grundschule in Kristiansand von 1866 bis 1878, dann als Vorsitzender der staatlichen Schulbehörde in Setesdal von 1878 bis 1884. Er war Herausgeber der Zeitung Christiansands Stiftsavis von 1884 bis 1892. Aus dieser Position wurde er für die Venstre für den Zeitraum 1886–1888 in das norwegische Parlament gewählt, ebenso wie in den Perioden 1892–1898 und 1913–1915.
Løvland war Präsident des Odeltings von 1892 bis 1898. Zwischen 1898 und 1903 war er Arbeitsminister. Zusätzlich war er von 1905 bis 1907 der erste norwegische Außenminister nach der Auflösung der Personalunion mit Schweden. Er war Außenminister und norwegischer Ministerpräsident vom 28. Oktober 1907 bis 18. März 1908. Von 1897 an gehörte er dem norwegischen Nobelkomitee an und war von 1901 bis 1922 dessen Vorsitzender. Von 1913 bis 1915 war er Präsident des norwegischen Parlaments. Er war Leiter der norwegischen Katasterkommission und ab 1910 ihr Schatzmeister in Kristiania. Seine politische Karriere beendet er als Kirchen- und Bildungsminister von 1915 bis 1920.
Løvlands unternahm in den 1890er Jahren wichtige Anstrengungen für die norwegische Verkehrspolitik. Er stieß revolutionäre Aufgaben hinsichtlich der zukünftigen Verkehrs- und Kommunikationsmittel an (Eisenbahn, Telefon und Telegraf), ein wichtiges Potenzial zur Bindung des Landes in kultureller, wirtschaftlicher und sozialer Hinsicht. Als Vorsitzender des Verkehrsausschusses im Parlament sorgte er dafür, dass der Eisenbahnbau in den 1890er Jahren nach dem Stillstand in den 1880er Jahren wieder in Gang kam. 1894 war er verantwortlich für det store jernbanekompromisset, er koordinierte den Bahnbau und ebnete den Weg für das Schienennetz Norwegens in seiner heutigen Form. Løvland vertrat die Meinung, dass für Bau und Betrieb der Infrastruktur der Staat zuständig sei, sowohl aus geographischer und sozialer Gerechtigkeit wie aus militärischen Gründen. Mit diesem Prinzip führte er das Arbeitsministerium in mehreren Regierungen zwischen 1898 und 1903.